# Reichsparteitag

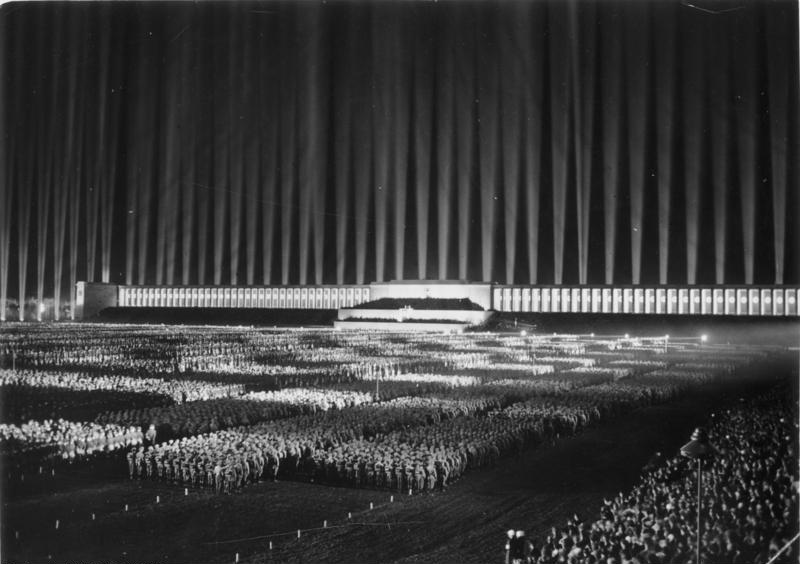
„Lichtdom“, Reichsparteitag 1936

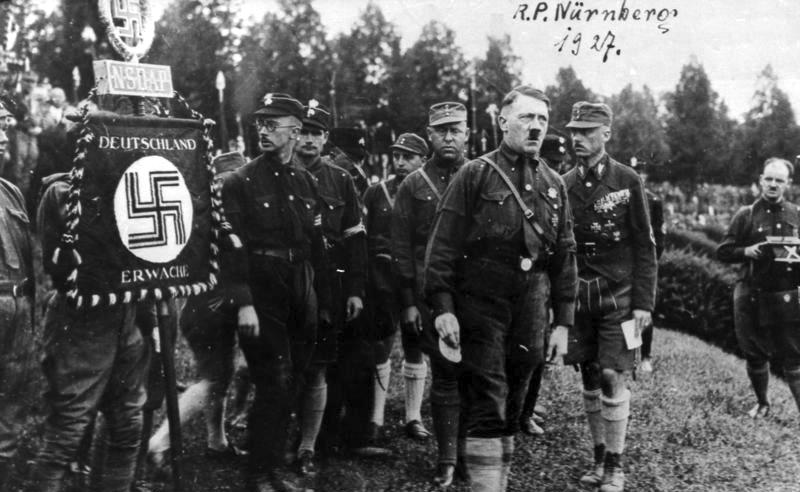
Dritter Reichsparteitag (Nürnberg, 1927)

Der Begriff Reichsparteitag wird heute allgemein auf die Parteitage der NSDAP bezogen, die von 1923 bis 1933 in der Weimarer Republik und nach der Machtübernahme der NSDAP in der Zeit des Nationalsozialismus stattfanden, zuletzt 1938. Ab 1933 wurden sie als Propagandaveranstaltungen der Staatsführung um Adolf Hitler in Nürnberg, das von 1936 bis 1945 den Titel Stadt der Reichsparteitage trug, abgehalten.

## Geschichte

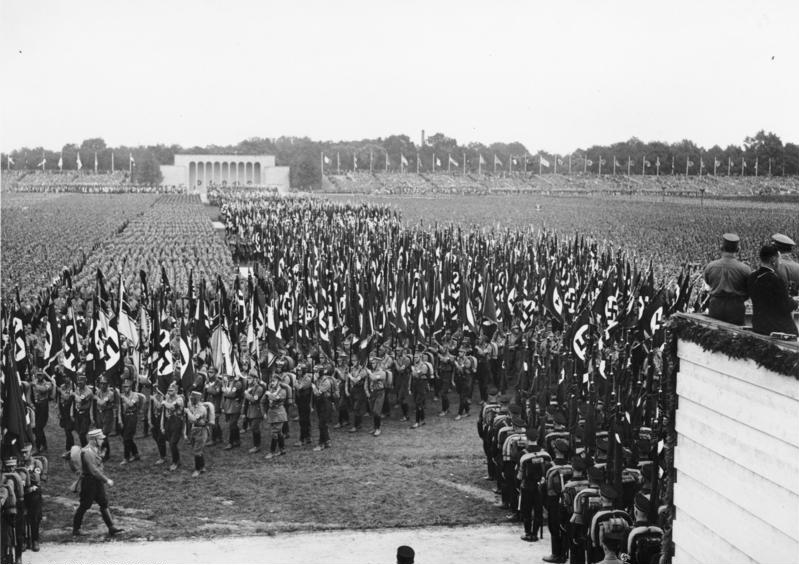
SA-Aufmarsch, Reichsparteitag 1933

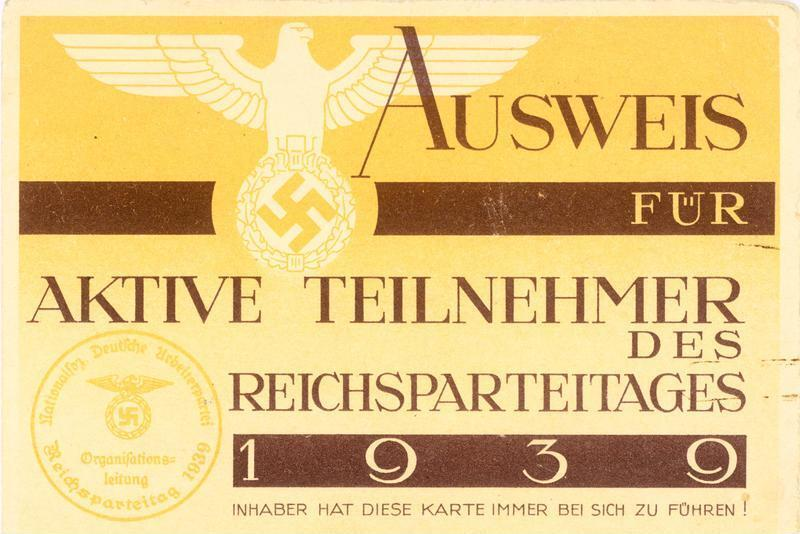
Teilnehmerausweis des geplanten Reichsparteitags 1939

Die ersten Reichsparteitage der NSDAP fanden 1923 in München und 1926 in Weimar statt. Zwei weitere wurden 1927 und 1929 in Nürnberg abgehalten. 1928 wurde der Reichsparteitag aus Mangel an finanziellen Mitteln abgesagt. Nachdem es beim 4. Reichsparteitag 1929 zu schweren Zusammenstößen zwischen Nationalsozialisten und Kommunisten gekommen war, verhinderte die Nürnberger Stadtverwaltung das Zustandekommen der Reichsparteitage in den Jahren 1930 und 1931. Im Jahr 1932 verzichtete die NSDAP erneut aus Mangel an finanziellen Mitteln auf einen Reichsparteitag. Nürnberg wurde zunächst aus pragmatischen Gründen als Veranstaltungsort gewählt. Nürnberg lag relativ zentral im Deutschen Reich und besaß mit dem Luitpoldhain eine für Großveranstaltungen geeignete Versammlungsstätte. Auch konnte die NSDAP bei der Organisation auf die in Franken gut organisierte Partei unter Gauleiter Julius Streicher zurückgreifen. Die Nürnberger Polizei stand der Veranstaltung wohlwollend gegenüber. Später wurde der Veranstaltungsort gerechtfertigt, indem die Reichsparteitage in die Tradition der Nürnberger Reichstage des mittelalterlich-kaiserlichen Heiligen Römischen Reichs Deutscher Nation gestellt wurden.
Ab 1933 wurde jeder Parteitag unter einen programmatischen Titel gestellt, der sich auf bestimmte Ereignisse bezog. Ab 1934 wurden die nunmehr Reichsparteitage des Deutschen Volkes jeweils in der ersten Septemberhälfte in Nürnberg durchgeführt und dauerten anfangs sieben und zuletzt acht Tage. Nach der NS-Propaganda sollte dabei die Verbundenheit von Führung und Volk bekundet werden. Die Teilnehmerzahl stieg bis zuletzt auf über eine halbe Million, mit Besuchern aus allen Gliederungen der Partei, der Wehrmacht und des Staates.

## Liste
| Reichsparteitage | Reichsparteitage                     | Reichsparteitage | Reichsparteitage | Reichsparteitage |
| Jahr             | Datum                                | Ort              | Name | Bezug/Anmerkung |
| ---------------- | ------------------------------------ | ---------------- | --- | --- |
| 1923             | 27.–29. Januar                       | München          | – | – |
| 1926             | 3.–4. Juli                           | Weimar           | – | – |
| 1927             | 19.–21. August                       | Nürnberg         | – | – |
| 1928             | abgesagt                             | –                | – | Geldmangel |
| 1929             | 1.–4. August                         | Nürnberg         | – | Aufgrund von Zusammenstößen verhinderte die Stadt Nürnberg die Ausrichtung in den Folgejahren 1930 und 1931.                                             |
| 1932             | abgesagt                             | –                | – | Geldmangel |
| 1933             | 30. August– 3. September             | Nürnberg         | Reichsparteitag des Sieges                                                                                                 | Machtübernahme und Sieg über die Weimarer Republik (eigentlich: Kongreß des Sieges)                                                                      |
| 1934             | 4.–10. September                     | Nürnberg         | Reichsparteitag der Einheit und Stärke Reichsparteitag der Macht Reichsparteitag des Willens (Nachträgliche Bezeichnungen) | Riefenstahl-Film Triumph des Willens (auch Triumph des Willens als Name)                                                                                 |
| 1935             | 10.–16. September                    | Nürnberg         | Reichsparteitag der Freiheit                                                                                               | Wiedereingeführte allgemeine Wehrpflicht und damit einhergehende „Befreiung“ vom Versailler Vertrag; Rassegesetze                                        |
| 1936             | 8.–14. September                     | Nürnberg         | Reichsparteitag der Ehre                                                                                                   | Die Rheinlandbesetzung stellte in den Augen der NSDAP-Führung die deutsche Ehre wieder her.                                                              |
| 1937             | 6.–13. September                     | Nürnberg         | Reichsparteitag der Arbeit                                                                                                 | Verringerung der Arbeitslosigkeit seit der Machtübernahme                                                                                                |
| 1938             | 5.–12. September                     | Nürnberg         | Reichsparteitag Großdeutschland                                                                                            | Anschluss Österreichs an Deutschland |
| 1939             | abgesagt (geplant: 2.–11. September) | Nürnberg         | Reichsparteitag des Friedens                                                                                               | Friedenswille Deutschlands Absage Ende August ohne Angabe von Gründen. Am 1. September begann mit dem Überfall auf Polen der Zweite Weltkrieg in Europa. |

## Ablauf

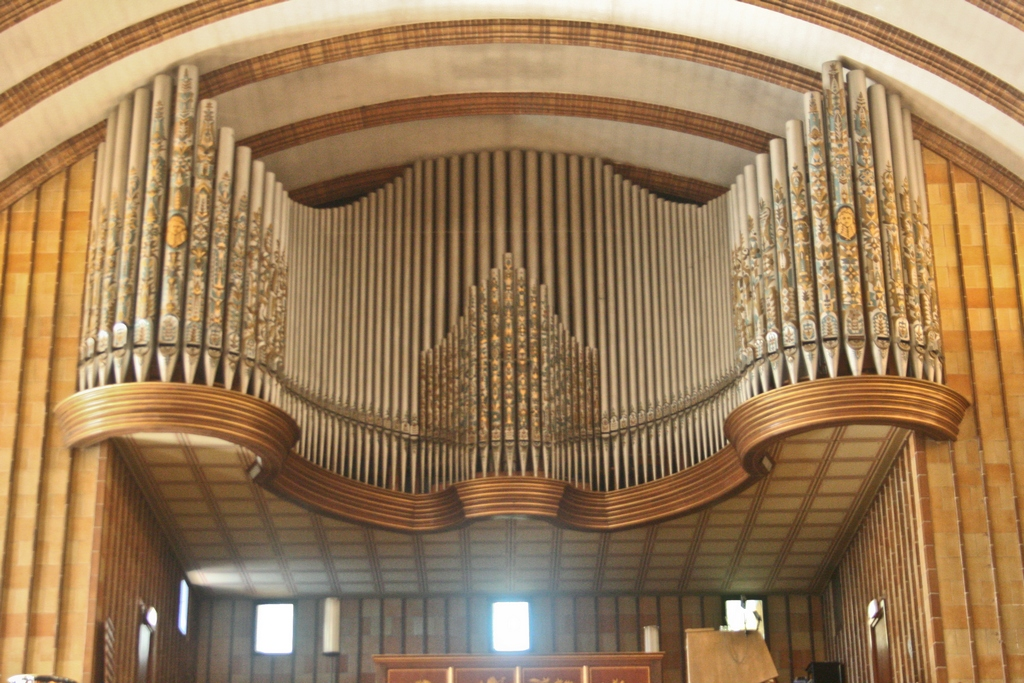
Die Orgel an ihrem heutigen Standort in der „Nazi-Kirche“ in Berlin-Mariendorf

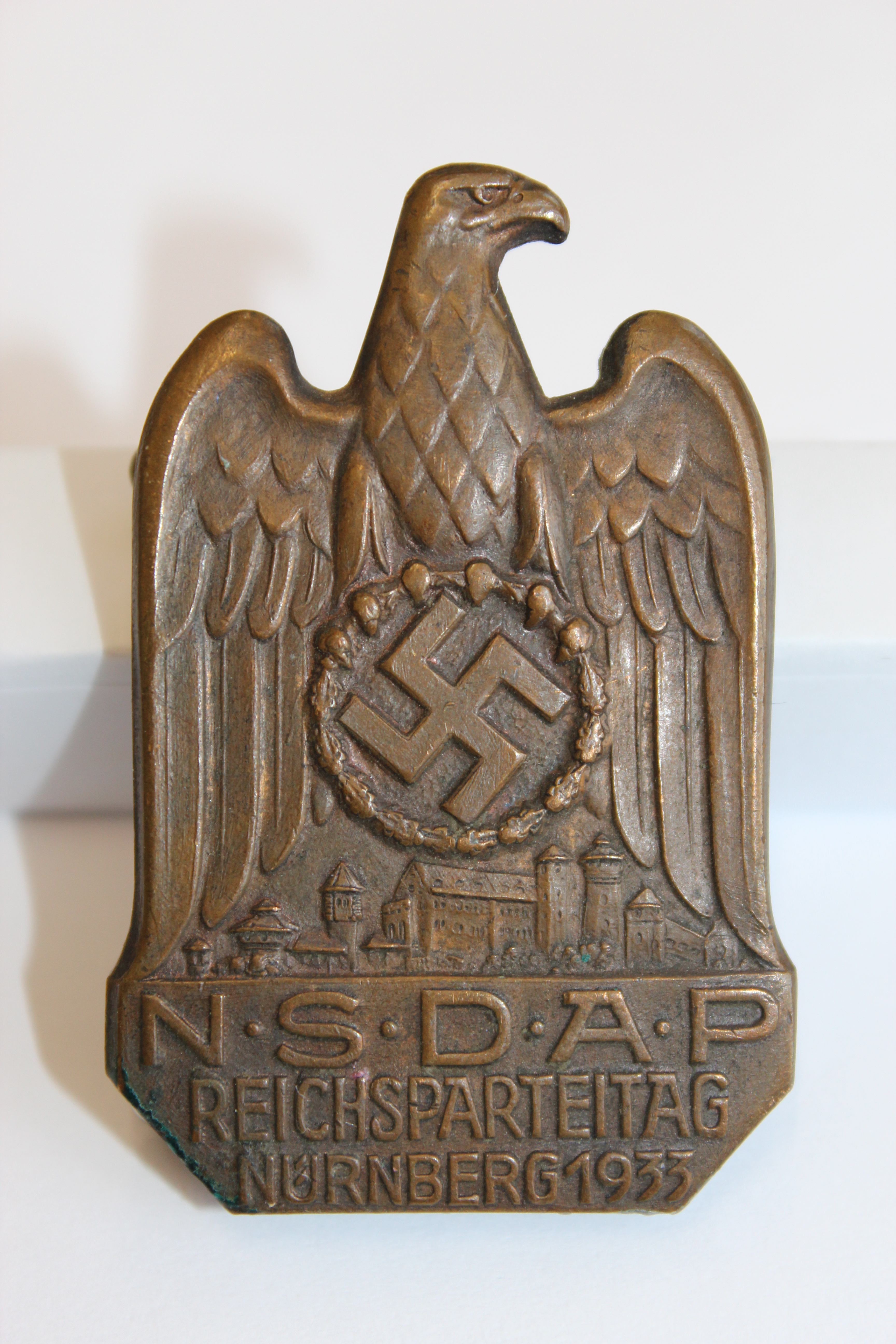
Plakette zum Reichsparteitag 1933, verliehen an alle Teilnehmer

Ein wichtiger Teil der Reichsparteitage war die religionsähnlich anmutende Ausrichtung auf Adolf Hitler. In der Luitpoldhalle wurde zum Beispiel kurzzeitig die größte Orgel Europas, eine Walcker-Kirchenorgel, aufgebaut. Sie wurde unter anderem zur Eröffnungszeremonie des Reichsparteitages 1935 gespielt.
Wichtiger Bestandteil der Reichsparteitage waren auch zahlreiche Aufmärsche und Paraden aller Organisationen des NS-Staates (Wehrmacht, SA, SS, Hitler-Jugend, Reichsarbeitsdienst, Bund Deutscher Mädel u. a.) und die Verkündung von wichtigen Eckpunkten der nationalsozialistischen Ideologie. So wurden während des Reichsparteitages 1935 die Nürnberger Rassengesetze „zum Schutz des deutschen Blutes“ verkündet. Die Machtdemonstration der NSDAP-Verbände beschränkten sich nicht nur auf das Reichsparteitagsgelände abseits der Innenstadt: Vorbeimärsche verschiedener Formationen vor dem Führer auf dem im Herzen der Altstadt gelegenen Hauptmarkt – ab April 1933: Adolf-Hitler-Platz – verbanden das Parteitagsgeschehen eng mit der Stadt. Zahlreiche Zuschauer (viele von ihnen begeistert) säumten die Strecke der Marschierenden quer durch die Innenstadt. Auf dem Paradeplatz selbst wurden eigens Holztribünen aufgebaut. Die langen Züge der Massen durch die fahnengeschmückte historische Kulisse Nürnbergs stellten die gewünschte Verbindung her zwischen der ehemaligen „Stadt der Reichstage“ und der „Stadt der Reichsparteitage“. Die Partei ohne lange Geschichte versuchte, an die Vergangenheit des traditionsreichen Gemeinwesens anzuknüpfen.
Bei jedem Parteitag kam es auch zu nicht geplanten Ausartungen in der Nürnberger Innenstadt; ein Teil der Teilnehmer ließ sich nicht an den strengen, von der Parteiführung geplanten Ablauf binden.
Zwischen 1935 und 1938 gehörte eine Festaufführung von Richard Wagners Meistersingern am Eröffnungstag zum Programm. Hitler war ein Bewunderer Richard Wagners und seiner Musik; diese Oper galt als Ausdruck einer „heroisch-deutschen“ Weltanschauung.
Organisiert wurden die Parteitage der NSDAP vom Zweckverband Reichsparteitag unter dem Nürnberger Oberbürgermeister Willy Liebel.

## Reichsparteitagsgelände
Mit dem Ausbau des Parteitagsgeländes 1935 erhielt Nürnberg den Beinamen Stadt der Reichsparteitage, mit dem auch symbolhaft der Machtanspruch der Partei dargestellt werden sollte. Der Titel wurde zum Auftakt des Parteitages 1933 (er begann am 1. September 1933) von Hitler proklamiert; mit einem ministeriellen Erlass wurde er 1936 offiziell. Das Gesamtkonzept für das 11 km2 große Reichsparteitagsgelände entwickelte Albert Speer von 1934 bis 1936; ab 1935 wurde unter großem Zeitdruck begonnen, die Pläne zu verwirklichen. Das Gelände wurde niemals ganz fertiggestellt. Mit der Luitpoldarena entstand der damals größte Aufmarschplatz der Welt für 150.000 Teilnehmer. Außerdem wurden die Kongresshalle Nürnberg für 50.000 Besucher (nicht fertiggestellt), die seit 2001 das Dokumentationszentrum der Stadt Nürnberg beherbergt, das Zeppelinfeld – für 250.000 Teilnehmer und 70.000 Zuschauer gedacht – sowie eine große Fläche als Teilnehmerlager gebaut. Das Märzfeld mit Tribünen für 500.000 Zuschauer wurde zur Hälfte fertiggestellt. Das Deutsche Stadion, geplant für 400.000 Zuschauer als größtes Sportstadion der Welt, verblieb weitgehend im Planungsstadium; es kam nur zur Grundsteinlegung und zu Aushubarbeiten. Der heutige Silbersee und Silberbuck (eine Halde aus Müll und Kriegstrümmern der ganzen Stadt) liegen auf dem Gelände und füllen die Baugrube. Die nach 1933 errichteten Steinausbauten der Luitpoldarena – wie sie z. B. im Propagandafilm Triumph des Willens zu sehen sind – wurden nach dem Krieg wieder abgerissen und renaturiert (Umnutzung als städtische Grünfläche zu Naherholungszwecken). Die Flächen des Reichsparteitagsgeländes dienen heute verschiedenen Veranstaltungen.
Die Anlage sollte nach innen und nach außen den Machtanspruch des NS-Regimes demonstrieren. Zweck der Bauten war, den Besuchern das Gefühl zu geben, an etwas Großem teilzuhaben, selbst aber klein und unbedeutend zu sein. Sie unterstützten den Führermythos und sollten durch das Gemeinschaftsgefühl die Volksgemeinschaft stärken. Mit dem nächtlichen Einsatz von Flakscheinwerfern als Lichtdom wurde der Auftritt Hitlers spektakulär inszeniert.

## Propagandafilme
Über die Reichsparteitage von 1933 und 1934 drehte Leni Riefenstahl jeweils einen Propaganda-Dokumentarfilm. In Anlehnung an das Motto des Parteitages nannte sie den ersten Film Der Sieg des Glaubens. Der Film porträtiert im 5. Themenblock auch das Luftschiff Graf Zeppelin, welches zu diesem Reichsparteitag zu Propagandazwecken eingesetzt wurde. Nach dem Röhm-Putsch (Mitte 1934) wurde dieser Film aus dem Verkehr gezogen.
Die Propagandaveranstaltung von 1934 wurde von Riefenstahl mit 16 Kamerateams und über 100 Mitarbeitern zum Film Triumph des Willens verarbeitet. Für die wirkungs- und kraftvollen Bilder erhielt sie den Deutschen Filmpreis und die Goldmedaille in Venedig.
Ein weiterer NS-Propaganda-Film, der die Reichsparteitags-Thematik behandelt, ist Der Marsch zum Führer aus dem Jahr 1940.
Zahlreiche Wochenschau-Berichte thematisierten Reichsparteitage (bis Juni 1940 Ufa-Tonwoche, 25. Juni 1940 – 22. März 1945 Die Deutsche Wochenschau).

## Sonstiges

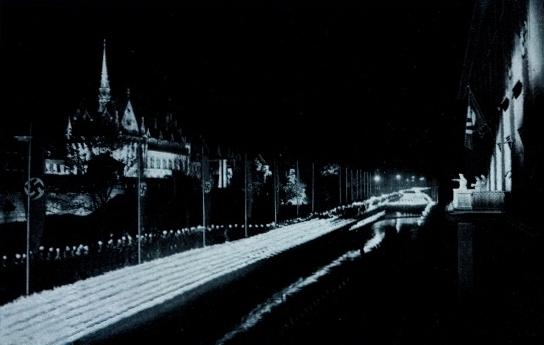
Fackelzug der Politischen Leiter am Deutschen Hof, Reichsparteitag 1937

Hitler wohnte während der Nürnberger Reichsparteitage im Hotel Deutscher Hof. Auch Reichsminister und Reichsleiter bezogen hier ihre Zimmer. Vor dem Hotel, das seit 1934 ein fester Bestandteil der Reichsparteitage war, fanden Paraden und Zapfenstreiche statt.
Zu den Reichsparteitagen fuhren auch Mitglieder von BDM (Bund Deutscher Mädel) und Hitlerjugend. Bei 900 der BDM-Mitglieder, die 1936 vom Reichsparteitag in Nürnberg zurückkehrten, wurden anschließend Schwangerschaften festgestellt.
Die An- und Abreise der Teilnehmer erfolgte größtenteils mit Zügen der Deutschen Reichsbahn. Innerhalb kurzer Zeit reisten dabei bis zu 1,3 Millionen Besucher (1938) ab. Im Nürnberger Hauptbahnhof ergaben sich teilweise Abfertigungsintervalle von 80 Sekunden. Zwischen An- und Abreise standen Sonderzüge auf Abstellplätzen, die bis zu 400 Kilometer weit von Nürnberg entfernt waren, beispielsweise in Dresden. Die Bahnhöfe Dutzendteich und Fischbach wurden in den 1930er Jahren ausgebaut. Der Bau eines riesigen Bahnhofs Nürnberg Märzfeld, um Besucher direkt an das Reichsparteitagsgelände heranführen zu können, blieb unvollendet.
Zum Reichsparteitag 1933 überreichte die Stadt Nürnberg Adolf Hitler Dürers Kupferstich „Ritter, Tod und Teufel“ als Ehrengeschenk.

## Galerie

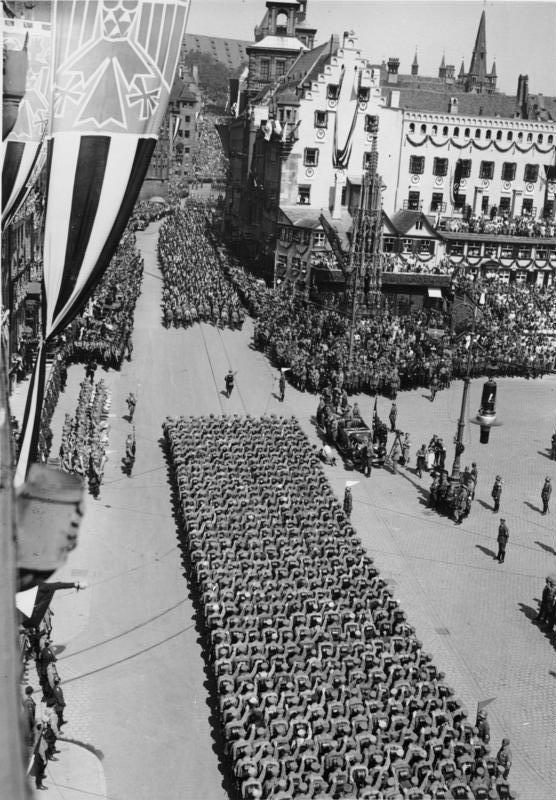
Marsch der SA durch die Nürnberger Altstadt, Reichsparteitag 1934
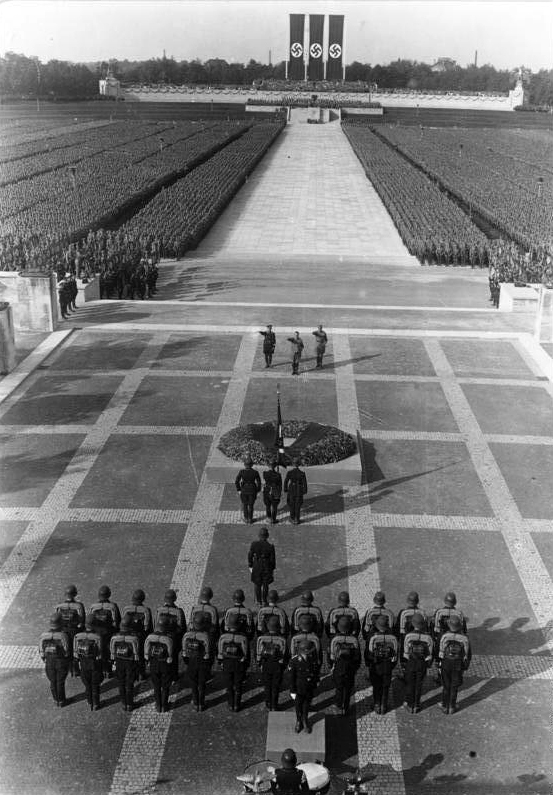
Reichsparteitag 1934, Totenehrung: Heinrich Himmler, Adolf Hitler und Viktor Lutze an der Ehrenhalle
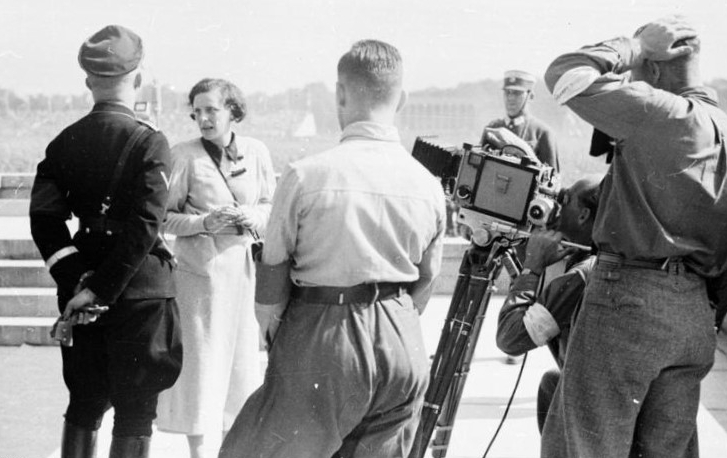
Leni Riefenstahl (2. v. l.) bei den Dreharbeiten zum Film Triumph des Willens, 1934
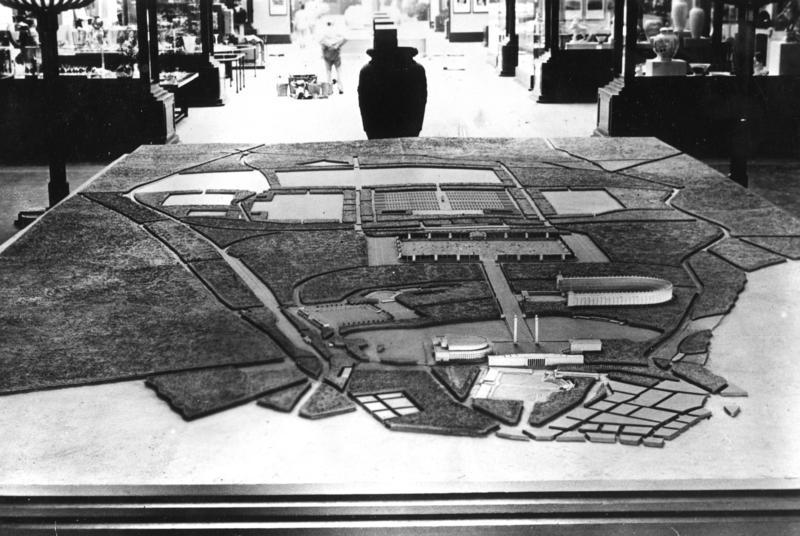
Modell des Reichsparteitagsgeländes auf der Pariser Weltausstellung, 1937
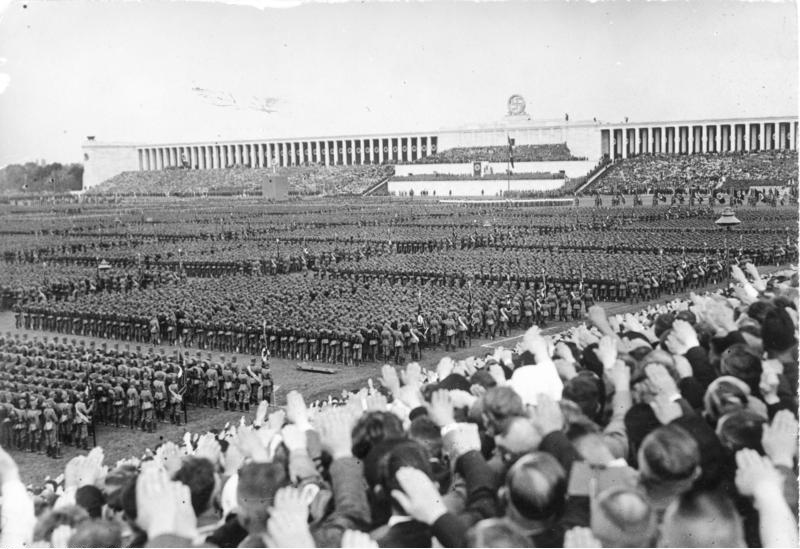
Appell des Reichsarbeitsdienstes, Reichsparteitag 1937
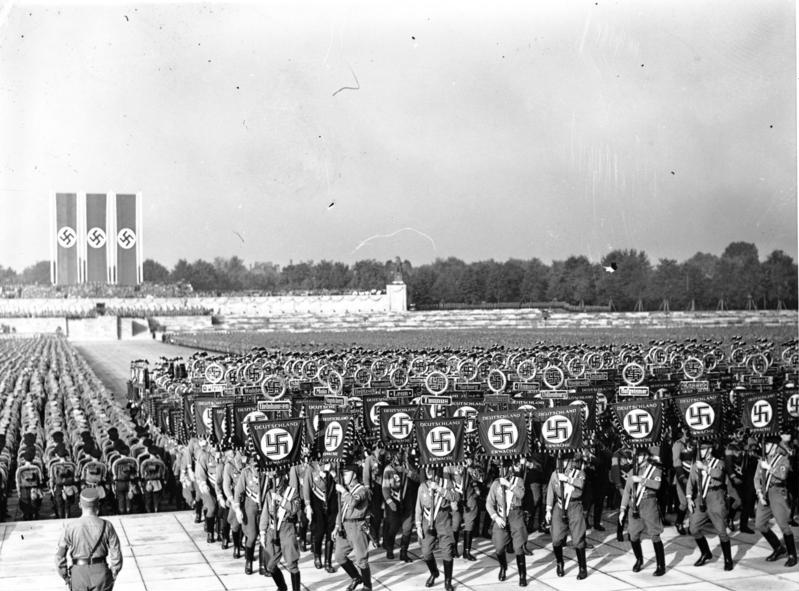
Fahnenaufmarsch, Reichsparteitag 1938